# ペッティネンゴ
ペッティネンゴ（伊: Pettinengo）は、イタリア共和国ピエモンテ州ビエッラ県にある基礎自治体（コムーネ）。
コムーネ統廃合 (it:Fusione di comuni italiani) により、2017年1月1日にセルヴェ・マルコーネを編入した。

## 地理

### 位置・広がり
| 隣接するコムーネは以下の通り。括弧内のVCはヴェルチェッリ県所属を示す。 - アンドルノ・ミッカ - ビエッラ - ビオーリオ - カッラビアーナ - カマンドーナ - ピエディカヴァッロ - ピーラ (VC) - ピオーデ (VC) - ラッサ (VC) - ロンコ・ビエッレーゼ - スコペッロ (VC) - タヴィリアーノ - テルネンゴ - ヴァルディラーナ (ヴァッレ・モッソ) - ヴァッレ・サン・ニコラーオ - ヴェーリオ - ズマーリア |

## 行政

### 分離集落
ペッティネンゴには、以下の分離集落（フラツィオーネ）がある。
Azario, Burzano, Fassoletto, Gurgo, Livera, Mazza, Miniggio, Molinetto, Perino, Piana, Rosa, Rossi, San Francesco, Selva, Trivero, Vaglio, セルヴェ・マルコーネ